# Test!
Test! je međunarodni festival studentskog kazališta i multimedije. Održava se od 2000. godine jednom godišnjeu Zagrebu, u prostorijama Studentskog centra i Teatra &TD. Svrha ovog festivala je afirmiranje i podupiranje kreativnosti mladih umjetnika. 
Festival je utemelje 2000. kao festival studentskog kazališta. Nakon 5. festivala, u redovni je program uvršten međunarodni studentski program multimedijalne umjetnosti. 
Organizira ga studentska udruga "Test! – teatar studentima" u suradnji sa zagrebačkim Studentskim centrom. Test! je član Međunarodne asocijacije sveučilišnih kazališta AITU.
Na festivalskom su programu kazališne i plesne predstave, performanse i ini radovi iz područja izvedbenih umjetnosti te multimedije. Sudionici mogu biti studenti, zatim mladi i neafirmirani umjetnici, profesionalni i neprofesionalni kazalištarci.
Literatura:
- Iz dana u dan: Srijeda 23. siječnja. str. 2, Hrvatsko slovo, Zagreb, petak, 1. veljače 2008.
- Legalis  Arhivirana inačica izvorne stranice od 22. lipnja 2008. (Wayback Machine)

## Vanjske poveznice
- Test!  Arhivirana inačica izvorne stranice od 11. lipnja 2007. (Wayback Machine) Prijavnice
- Test!  Arhivirana inačica izvorne stranice od 11. lipnja 2007. (Wayback Machine) MM program